# Ударник (Оренбургская область)
Ударник — село в городском округе город Орск Оренбургской области.

## География
Находится на расстоянии примерно 12 километров по прямой на северо-восток от центра города Орск. Административно относится к Советскому району Орска.

## Климат
Климат континентальный с тёплым летом, холодной зимой и недостаточным увлажнением в течение года. Среднемесячная температура наиболее холодного месяца (января) — −16,4 °C, наиболее тёплого (июля) — 21,3 °C. Абсолютный максимум температуры составляет — 42 °C, абсолютный минимум — −44 °C. Продолжительность безморозного периода 132 суток. В течение года преобладают западные направления ветра. Зимой возрастает роль юго-западных и северо-восточных ветров, летом северо-западных и северных направлений. Среднегодовая скорость ветра 8,8 м/с. В течение года наблюдается около 20 дней с туманом.

## История
Ударник село находится в Советском районе города Орска, на старой протоке реки Кумак. Образовалось в начале 1930-х годов как посёлок овощеводческого совхоза без названия. В 1933 году он уже значится как совхоз «Ударник». Расцвет хозяйства «Ударник» приходится на 1970—1980-е годы. До 1970 года село входило в Кумакский сельсовет и в этом же году выделено территориально в Ударникский сельсовет. С 1 июля 2001 года Ударникский сельский Совет со всеми населёнными пунктами включен в состав муниципального образования город Орск.

## Население
Постоянное население в 2002 году составляло 1208 человек (русские — 77 %), 1164 в 2010 году.